# Groot-Jongensfontein
Groot-Jongensfontein è una cittadina costiera sudafricana situata nella municipalità distrettuale di Eden nella provincia del Capo Occidentale.

## Geografia fisica
Il piccolo centro abitato sorge sulla costa a una decina di chilometri a sud-ovest della città di Stilbaai.